# 朱融焌
长洲定恭王朱融焌（1502年—1571年），明朝韩昭王朱旭櫏庶长子。
正德十年（1515年）九月，明武宗命安鄉伯張沖、清平伯吳傑、武靖伯趙弘澤、東寧伯焦洵、泰寧侯陳儒、武安侯鄭英、禮部左侍郎吳儼、寧陽侯陳繼祖、建平伯高霳、通政使司左通政劉達為正使，中書舍人周令、刑部員外郎閻讓、中書舍人馬天祐、太常寺寺丞朱天麟、鴻臚寺左少卿張昱、中書舍人倪霦、戶部署郎中事員外郎胡忠、行人華淳、中書舍人胡楫、翰林院編修劉朴為副使，持節捧冊冊封朱融焌為長洲王。
嘉靖元年（1522年）十月，明世宗御奉天殿传诏遣太子太傅成國公朱輔等充正使、太常寺寺丞吳大田等為副使，册封陳氏為長洲王妃。
因韩王府宗室与朱融焌的嫡弟韩定王朱融燧发生纠纷，明世宗遣内监官张朝前去与抚按官会勘查出情状，查出朱融焌多行不法。嘉靖三十二年（1553年）闰三月，世宗下诏，停朱融焌等人禄米一年，下敕书告谕朱融燧改过守法管束宗室。
隆庆五年（1571年），朱融焌去世。嫡长子长洲长子朱谟墷先去世。万历三年（1575年）四月，朱谟墷的庶长子朱朗鋎受册袭封。

## 评价
- 《弇山堂别集》卷073：純行不爽，敬順事上。